# 堕三都
隳三都，又稱墮三都，春秋时期鲁国孔子掌權時主導堕毁三桓（魯國公族季孫氏、叔孫氏、孟孫氏）三都私邑的事件。

## 簡介
鲁定公十二年（前498年），孔子为鲁国的大司寇兼攝相事，为了加强君权，派子路堕毁三桓的三都私邑；即季孙氏的费邑（今山东费县）、孟孙氏的郕邑（今山東寧陽）、叔孙氏的郈邑（今山東東平后亭村）。
起初三桓的季孙斯（季桓子）、仲孙何忌（孟懿子）和叔孙州仇（叔孙武叔）想要抑制家臣势力，也支持堕三都；叔孙氏先堕毁郈邑。
接著费邑宰公山弗擾起兵反鲁，率军攻入鲁国国都曲阜，鲁定公和三桓入於季氏之宮、登武子之台，而孔子派申句须、乐颀率军击败弗擾，使弗擾逃到齐国。
后因郕邑宰公敛处父反对堕毁郕邑，而三桓亦开始反对堕三都，使堕三都沒能完全成功，不久之后孔子离开鲁国並開始周游列国。

## 結果
雖然孔子和魯定公沒能完全墮三都，但就成果而言算是達到一定的成功，使魯國的實力稍微變強，令齊國、莒國等周遭敵對諸侯國不敢侵擾魯國，且把陳、邾二國來犯的軍隊擊退，魯國因此能存活到周朝滅亡前不久才被楚國所滅。